# Міський стік

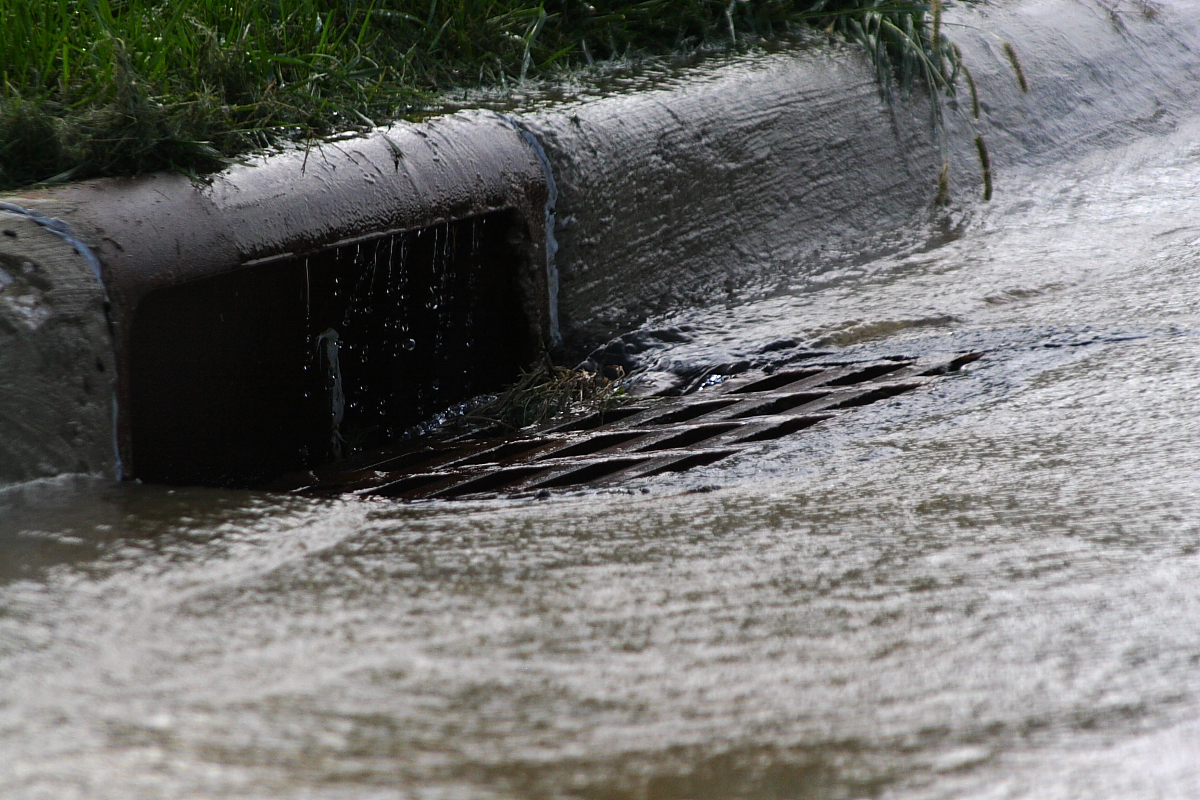
Міський стік, що стікає в зливову каналізацію

Міський стік — поверхневий стік дощової води, ландшафтного зрошення та миття автомобілів створений урбанізацією. під час забудови земельної ділянки стврюються непроникні покриття (дороги, стоянки та тротуари). Під час дощу, шторму та інших опадів ці поверхні (побудовані з таких матеріалів, як асфальт і бетон), а також дахи несуть забруднену дощову воду до зливової каналізації, замість того, щоб вода просочувалася крізь ґрунт. Це спричиняє зниження рівня грунтових вод (оскільки поповнення ґрунтових вод зменшується) і затоплення, оскільки кількість води, яка залишається на поверхні, є більшою. Більшість муніципальних систем зливової каналізації скидають неочищену дощову воду в струмки, річки та затоки. Цей надлишок води також може потрапити у власність людей через резервні копії підвалів і просочування крізь стіни та підлогу будівлі.
Міський стік може бути основним джерелом міських повеней і забруднення води в міських громадах по всьому світу.

## Забруднюючі речовини
Вода, що стікає з непроникних поверхонь у міських районах, має тенденцію вбирати бензин, моторне масло, важкі метали, сміття та інші забруднюючі речовини з доріг і парковок, а також добрива та пестициди з газонів. Дороги та стоянки є основними джерелами поліциклічних ароматичних вуглеводнів (ПАВ), які утворюються як побічні продукти згоряння бензину та іншого викопного палива, а також важких металів нікелю, міді, цинку, кадмію та свинцю. Стік з даху сприяє високому вмісту синтетичних органічних сполук і цинку (з оцинкованих жолобів). Використання добрив на житлових газонах, у парках і на полях для гольфу є вимірним джерелом нітратів і фосфору в міських стоках, коли добрива вносяться неправильно або коли газон надмірно удобрений.
Розмивання ґрунтів або погано доглядані будівельні майданчики часто можуть призводити до посилення седиментації у стоці. Опади часто осідають на дно водойм і можуть безпосередньо впливати на якість води. Надмірний рівень осаду у водоймах може збільшити ризик зараження та хвороб через високий рівень поживних речовин у ґрунті. Ці високі рівні поживних речовин можуть зменшити кисень і прискорити ріст водоростей, одночасно обмежуючи ріст місцевої рослинності, що може порушити водну екосистему. Надмірний рівень осаду та завислих твердих речовин також може пошкодити існуючу інфраструктуру. Седиментація може збільшити поверхневий стік шляхом закупорки підземних систем нагнітання. Підвищення рівнів осадження також може зменшити зберігання за резервуаром. Таке зменшення ємності водосховищ може призвести до збільшення витрат державних земельних установ, а також вплинути на якість води рекреаційних зон.
Стік також може викликати біоакумуляцію та біозбільшення токсинів у житті океану. Невеликі кількості важких металів переносяться стоком в океани, які можуть накопичуватися у водних тварин і викликати отруєння металами. Це отруєння важкими металами також може вплинути на людей, оскільки споживання отруєної тварини підвищує ризик отруєння важкими металами.
У міру того, як зливові води спрямовуються в зливові канали та поверхневі води, природний вміст осаду, що скидається в приймальні води, зменшується, але потік і швидкість води збільшуються. Фактично водонепроникний покрив у типовому місті створює стік у п'ять разів більше, ніж типовий ліс такого ж розміру.

## Ефекти

### Виділення в суху погоду
Перезволоження шляхом зрошення спринклером може спричинити стікання, що досягає приймальних вод під час низького потоку. Стік переносить накопичені забруднюючі речовини до потоків із надзвичайно низьким коефіцієнтом розведення, спричиняючи вищі концентрації забруднюючих речовин, ніж можна було б знайти під час регіональних опадів.

### Затоплення міст

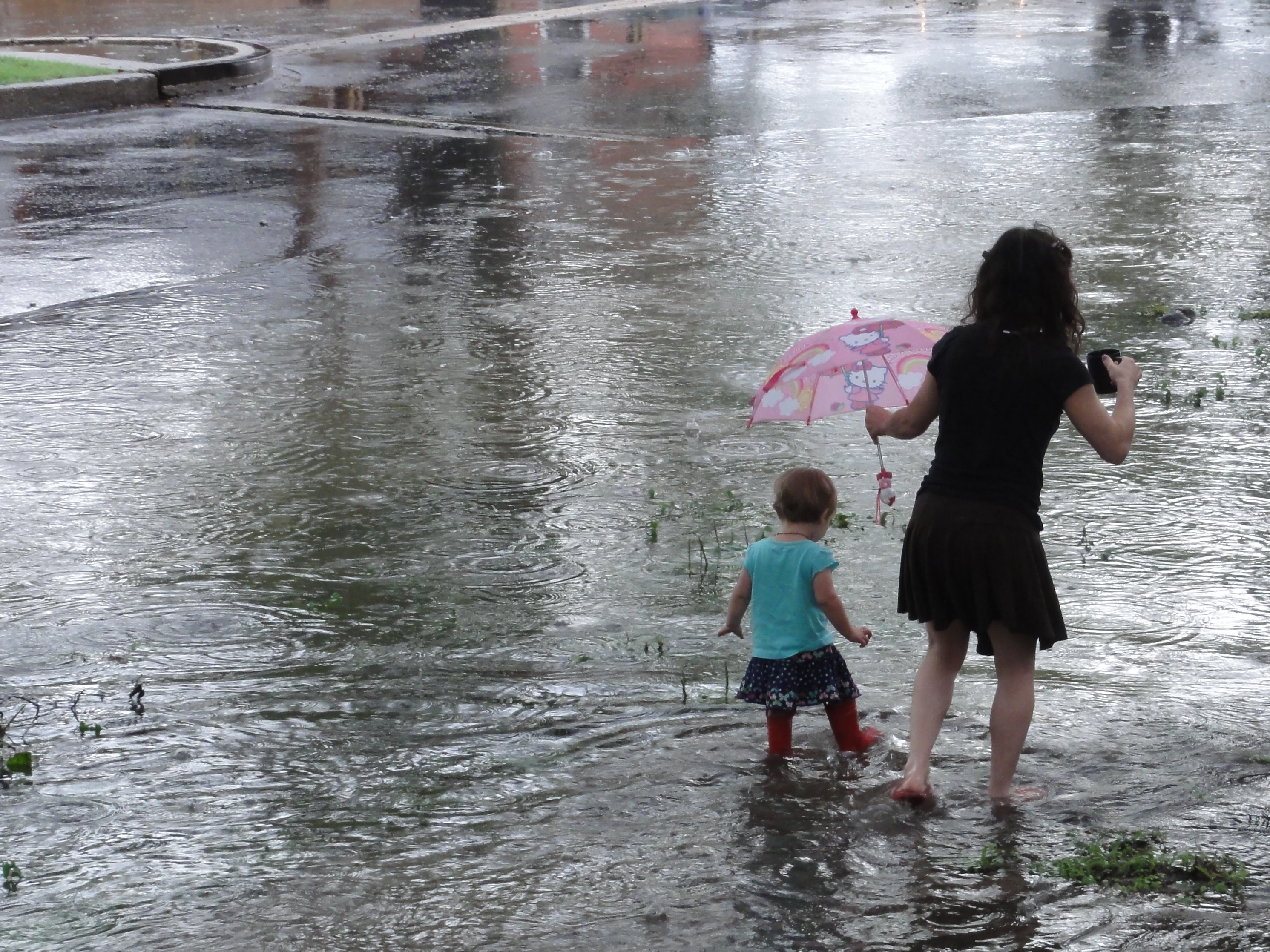
Затоплені вулиці в Новому Орлеані

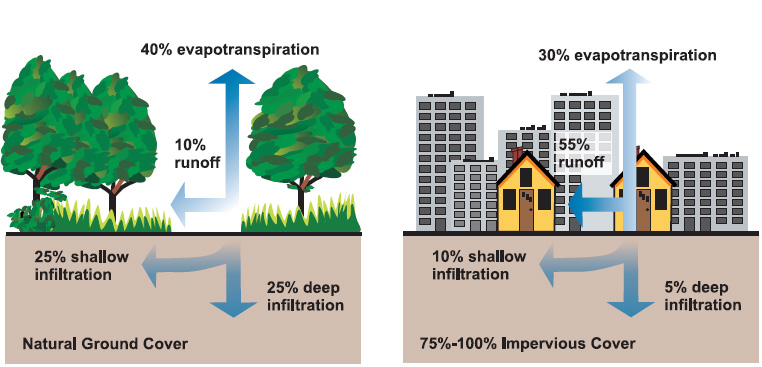
Зв'язок між непроникними поверхнями та поверхневим стоком

Міський стік є основною причиною міських повеней, затоплення землі або майна в забудованому середовищі, спричинене дощем, що переповнює пропускну здатність дренажних систем, таких як зливові каналізації. Міські повені, викликані такими подіями, як раптові повені, штормові нагони, затоплення берегів або танення снігу, характеризуються повторюваними, дорогими та системними впливами на громади, навіть якщо вони не знаходяться в заплавах або поблизу будь-якої водойми.
Є кілька шляхів, за допомогою яких виводиться дощова вода потрапляє: через каналізаційні труби, туалети та раковини в будівлі; просочування крізь стіни та підлогу будівлі; накопичення води на території та в смугах відведення; і перелив води з водойм, таких як річки та озера. Там, де об'єкти побудовані з підвалами, міське затоплення є основною причиною затоплення підвалів. 

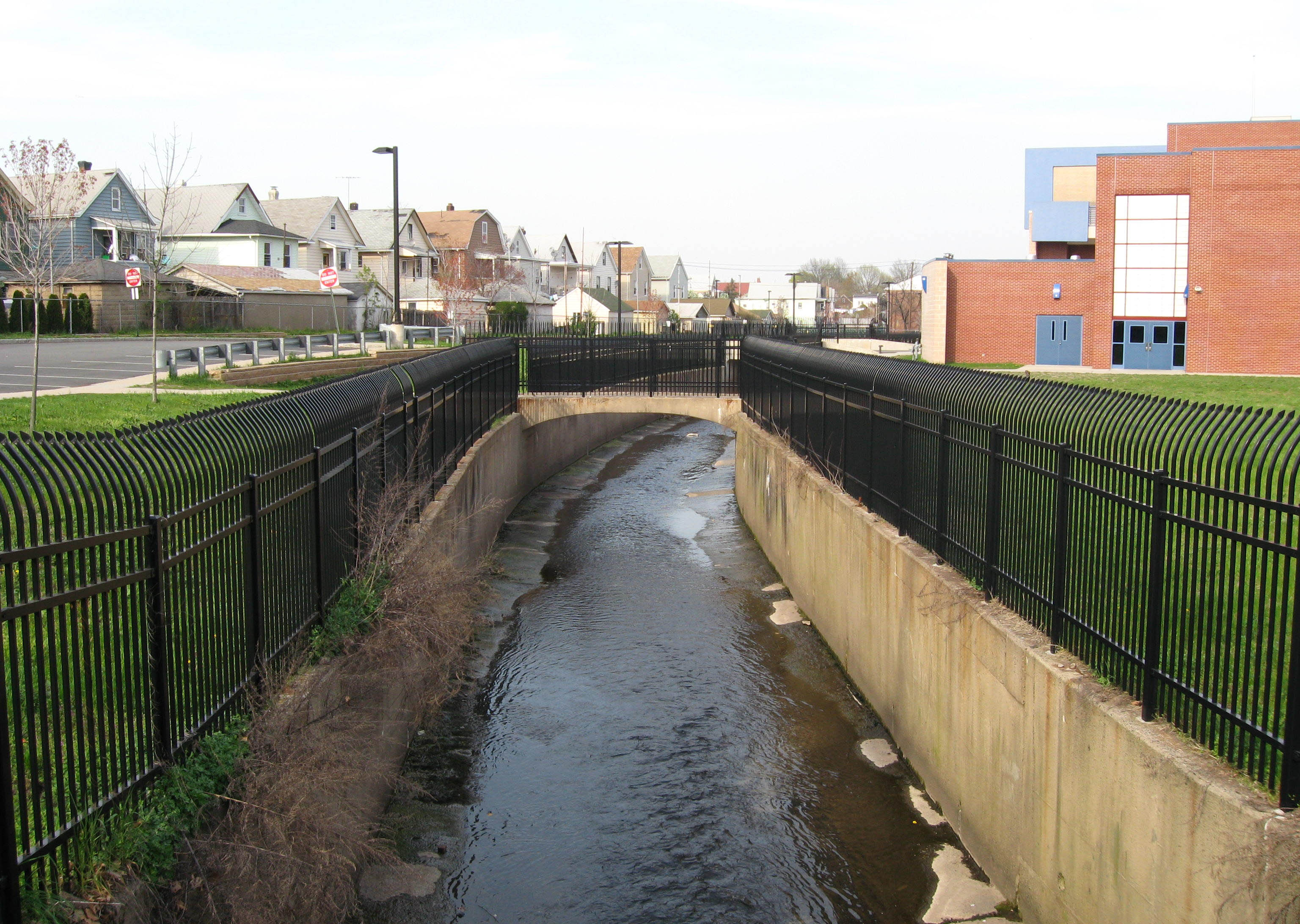
Weasel Brook у Пассейку, штат Нью-Джерсі, було перегороджено бетонними стінами, щоб контролювати локальні повені.

### Забруднення води
Міський стік сприяє проблемам якості води. У 2009 році Національна дослідницька рада США опублікувала вичерпну доповідь про вплив міської зливової води та заявила, що вона продовжує залишатися основним джерелом забруднення багатьох вододілів по всій території Сполучених Штатів.:vii У звіті пояснюється, що «…подальше зниження якості води залишається вірогідним, якщо не буде розглянуто зміни у землекористуванні, які є типовими для більш дифузних джерел забруднення… Сюди входить сільськогосподарська, лісівнича, міська, промислова та будівельна діяльність, що заважає земельним ресурсам, унаслідок яких під час вологих погодних умов з'являються забруднюючі речовини, які важко контролювати. Забруднення цих ландшафтів було майже повсюдно визнано найбільш актуальною проблемою для відновлення водойм і водних екосистем по всій країні».:24

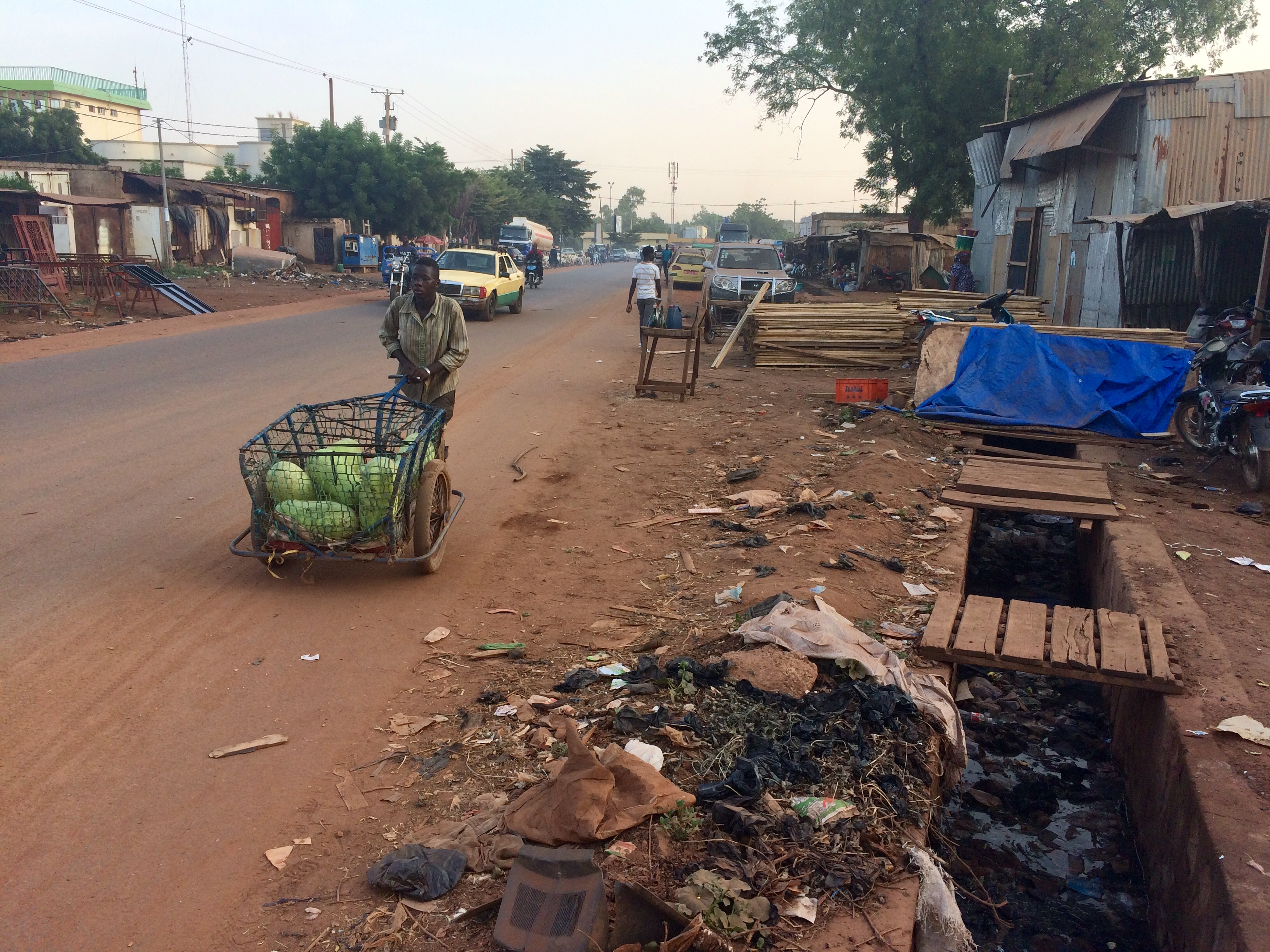
Відкрита система стоку в Африці

Стік також підвищує температуру в струмках, завдаючи шкоди рибі та іншим організмам (раптовий сплеск стоку під час зливи може спричинити струс гарячої води, що вбиває рибу) .Крім того, дорожня сіль, яка використовується для танення снігу на тротуарах і дорогах, може забруднювати струмки та підземні водоносні горизонти.
Один із найбільш виражених впливів міського стоку на водотоки, які історично містили мало або взагалі не містили води в посушливі періоди (їх часто називають ефемерними потоками). Коли територія навколо такого потоку урбанізована, результуючий стік створює неприродний цілорічний потік, який завдає шкоди рослинності, дикій природі та руслу річки. Міський стік, що містить мало або зовсім не містить осаду в порівнянні з історичним співвідношенням осаду до води, стікає вниз по руслу потоку, руйнуючи природні об'єкти, такі як меандри та піщані коси, і створює сильну ерозію, збільшуючи навантаження осаду в гирлі, водночас сильно порізаючи русло потоку вище за течією. Наприклад, на багатьох пляжах Південної Каліфорнії в гирлі водного шляху міський стік несе сміття, забруднюючі речовини, надмірний мул та інші відходи, що може становити помірну або серйозну небезпеку для здоров'я.
Через добрива та органічні відходи, які часто несе міський стік, евтрофікація часто відбувається у водних шляхах, на які впливає цей тип стоку. Після сильних дощів кількість органічної речовини у водному руслі порівняно з природним рівнем є відносно високою, що сприяє зростанню цвітіння водоростей, які незабаром споживають більшу частину кисню. Коли природний кисень у воді вичерпується, цвітіння водоростей гине, а їх розкладання викликає подальшу евтрофікацію. Цвітіння цих водоростей здебільшого відбувається в місцях зі стоячою водою, таких як басейни струмків і басейни за дамбами, греблями та деякими перепадними спорудами. Евтрофікація зазвичай має смертельні наслідки для риб та інших водних організмів.

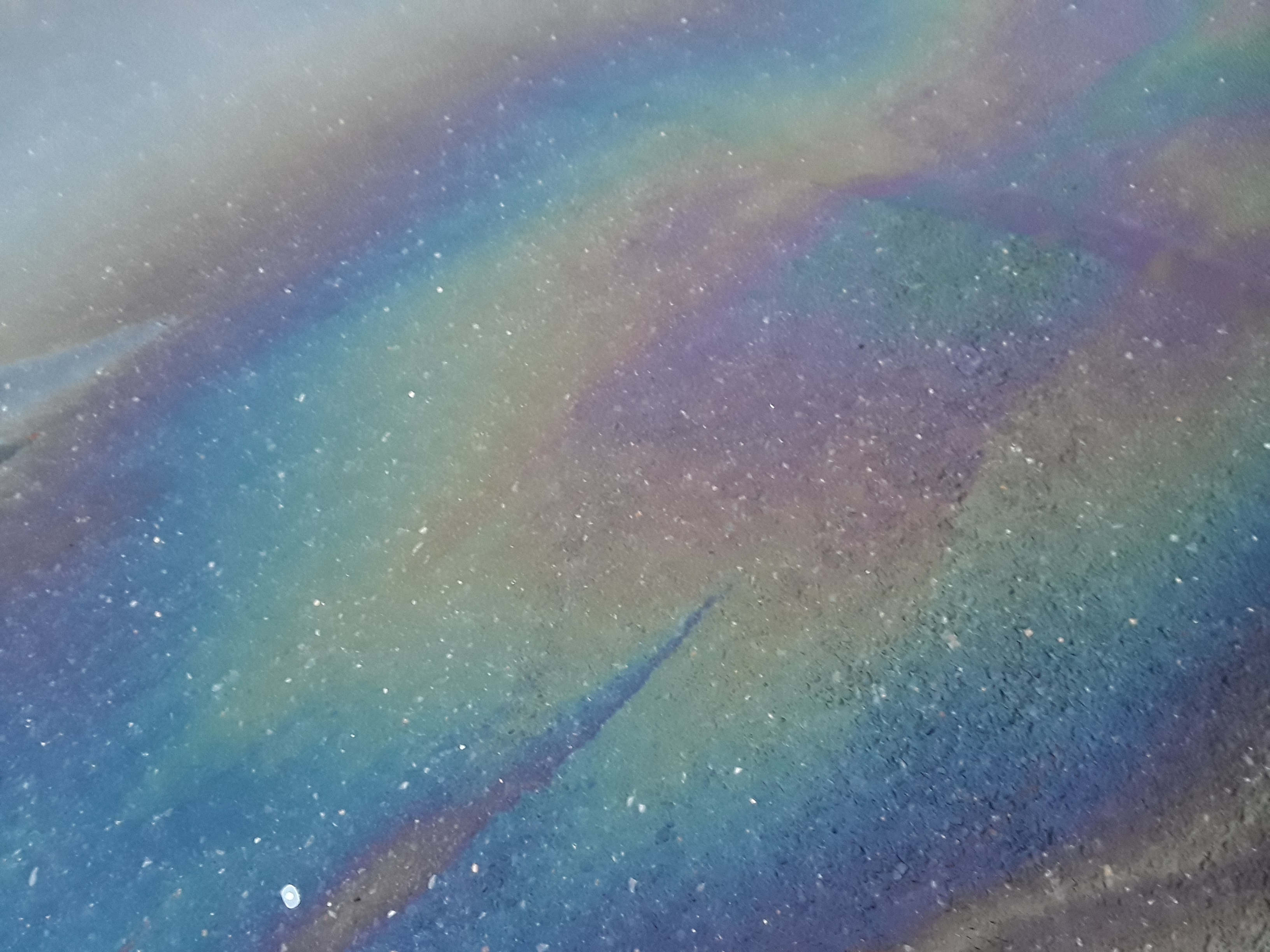
Нафтова пляма, утворена стоком

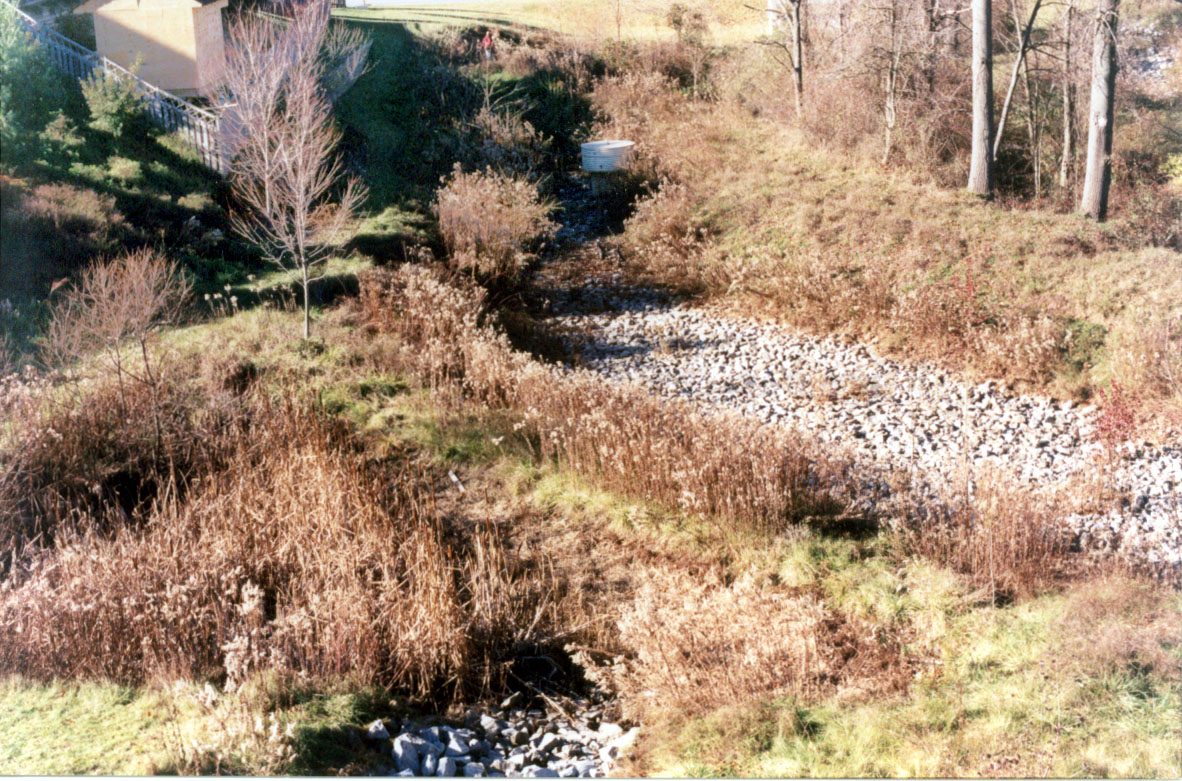
Перколяційна траншея забезпечує інфільтрацію дощової води через водопроникний ґрунт у водоносний горизонт ґрунтових вод.

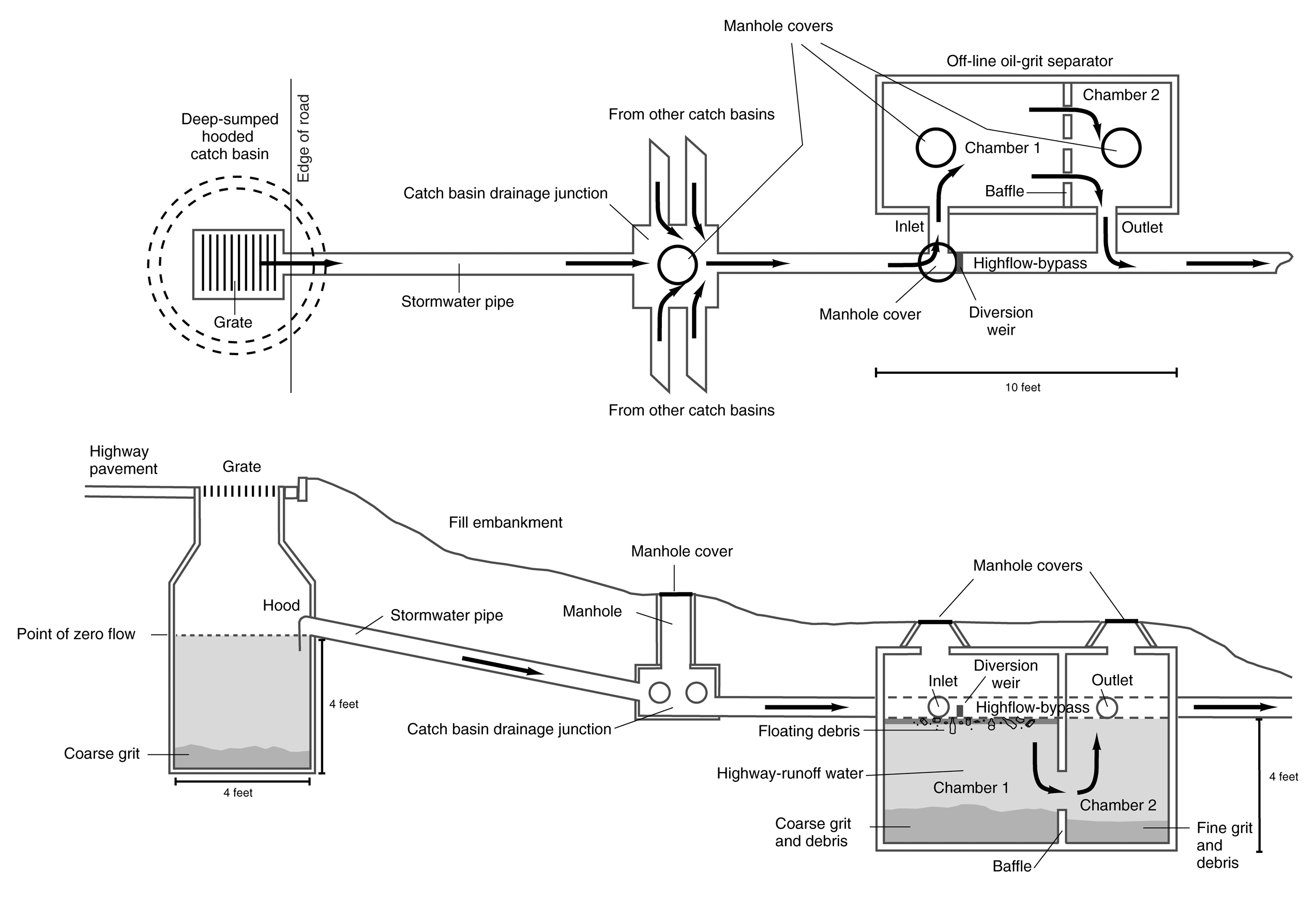
Сепаратор масляного піску призначений для збору твердих частинок, що осідають, олії та жиру, сміття та спливаючих речовин у стоках з доріг і парковок

Надмірна ерозія берега річки може спричинити затоплення та пошкодження майна. Протягом багатьох років уряди часто реагували на проблеми ерозії міських потоків, модифікуючи потоки шляхом будівництва твердих набережних і подібних контрольних конструкцій з використанням бетону та кам'яних матеріалів. Використання цих твердих матеріалів руйнує середовище проживання риб та інших тварин. Такий проект може стабілізувати безпосередню територію, де сталася шкода від повені, але часто він просто переносить проблему на верхню або нижню частину річки. Див. Регуляцыйны споруди.
Є багато різних способів, за допомогою яких забруднені міські стоки можуть завдати шкоди людям, наприклад, забруднюючи питну воду, порушуючи джерела їжі та навіть спричиняючи закриття частини пляжів через ризик захворювання. Після сильних опадів, які викликають перелив зливових вод, забруднена вода може вплинути на водні шляхи, в яких люди відпочивають або ловлять рибу, спричиняючи закриття пляжів або водних видів діяльності. Це пояснюється тим, що стік, ймовірно, спричинив сплеск шкідливого росту бактерій або неорганічного хімічного забруднення води.  Забруднювачі, які ми часто вважаємо найшкідливішими, — це розливи бензину та нафти, але ми часто ігноруємо вплив добрив та інсектицидів. Коли рослини поливають і поля зрошують, хімічні речовини, якими були оброблені газони та посіви, можуть вимиватися в грунтові води. Нове середовище, в яке вводяться ці хімічні речовини, страждає через їх присутність, оскільки вони вбивають місцеву рослинність, безхребетних і хребетних. 

## Запобігання та пом'якшення
Ефективний контроль міського стоку передбачає зменшення швидкості та потоку зливових стоків, а також зменшення скидів забруднюючих речовин. Органи місцевого самоврядування використовують різноманітні методи управління зливовими стоками, щоб зменшити вплив міського стоку. Ці методи, які в деяких країнах називаються найкращою практикою управління забрудненням води, можуть зосереджуватися на контролі кількості води, тоді як інші зосереджуються на покращенні якості води, а деякі виконують обидві функції.
Практики запобігання забрудненню включають розвиток з низьким рівнем впливу або технології зеленої інфраструктури — відомі як стійкі дренажні системи у Великый Британії та чутливий до води міський дизайн в Австралії та на Близькому Сході — такі як встановлення зелених дахів і покращене поводження з хімічними речовинами (наприклад, керування моторним паливом і маслом, добривами, пестицидами та засобами проти зледеніння). Системи пом'якшення стоку включають інфільтраційні басейни, системи біозатримки, створені водно-болотні угіддя, резервуари для утримання та подібні пристрої.
Забезпечення ефективних рішень міського стоку часто вимагає відповідних міських програм, які враховують потреби та відмінності громади. Такі фактори, як середня температура міста, рівень опадів, географічне розташування та рівень забруднюючих речовин у повітрі, можуть впливати на рівень забруднення міського стоку та створювати унікальні проблеми для управління. Людські фактори, такі як рівень урбанізації, тенденції землекористування та обрані будівельні матеріали для непроникних поверхонь, часто загострюють ці проблеми.
Реалізація загальноміських стратегій обслуговування, таких як програми підмітання вулиць, також може бути ефективним методом покращення якості міського стоку. Пилососи для підмітання вулиць збирають частинки пилу та завислі тверді речовини, які часто зустрічаються на громадських стоянках і дорогах, які часто потрапляють у стоки.
Освітні програми також можуть бути ефективним інструментом управління міським стоком. Місцеві підприємства та окремі особи можуть відігравати важливу роль у зменшенні забруднення міських стоків просто завдяки своїй практиці, але часто не знають про правила. Створення продуктивної дискусії щодо міських стоків і важливості ефективної утилізації предметів домашнього вжитку може допомогти заохочувати екологічно чисті практики за менших витрат для міста та місцевої економіки.
Теплове забруднення зі стоків можна контролювати за допомогою засобів управління зливовими стоками, які поглинають стік або спрямовують його в ґрунтові води, наприклад системи біоутримання та інфільтраційні басейни. Біозатримувальні басейни, як правило, менш ефективні при зниженні температури, оскільки вода може нагріватися сонцем перед тим, як скидатися в приймальний потік.:p. 5–58
Збір дощових стоків пов'язаний зі збором стоків із струмків, балок, ефемерних струмків та інших наземних транспортних засобів. Проекти збору дощових стоків часто мають кілька цілей, таких як зменшення забрудненого стоку до чутливих вод, сприяння поповненню ґрунтових вод і непитних застосувань, таких як змив туалетів та зрошення.

## Міській стік в Україні
В Україні Міський стік регулюється на різних рівнях законодавства, зокрема на рівні місцевих актів, національних законів та міжнародних договорів, які зобов'язують Україну дотримуватись певних стандартів щодо охорони довкілля та водних ресурсів.
До основних нормативних документів, які регламентують Міський стік в Україні, належать:
1. Водний кодекс України від 06.06.2014 р. № 213/95-ВР. Цей закон містить загальні положення щодо водного господарства в Україні, зокрема, щодо організації водокористування та водовідведення.
2. Закон України "Про очищення стічних вод" від 05.07.1995 р. № 271/95-ВР. Цей закон визначає правила та вимоги щодо очищення стічних вод та регулює діяльність підприємств, які займаються цією справою.
3. Наказ Мінекоресурсів України "Про затвердження Типових правил технічної експлуатації каналізаційних мереж та споруд водовідведення" від 28.11.2012 р. № 804. Цей наказ встановлює вимоги до експлуатації каналізаційних мереж та споруд водовідведення.
4. Державний санітарний норматив та правила "Водопостачання та водовідведення міст" ДСН 3.3.6.042-99. Ці норми встановлюють санітарні вимоги до організації та експлуатації систем водопостачання та водовідведення в містах.
5. Конвенція про захист і використання транскордонних водотоків та міжнар

## Подальше читання
- McGinn, Anne Platt (2004). Human Activities That Threaten the Worlds Oceans. Farmington Hills, MI: Glennhaven Press. с. 144—157.
- Berland, Adam; Shiflett, Sheri A.; Shuster, William D.; Garmestani, Ahjond S.; Goddard, Haynes C.; Herrmann, Dustin L.; Hopton, Matthew E. (1 червня 2017). The role of trees in urban stormwater management. Landscape and Urban Planning. 162: 167—177. doi:10.1016/j.landurbplan.2017.02.017. PMC 6134866. PMID 30220756.
- Anstett, Catherine. «SALMON AND PIPER'S CREEK WATERSHED.» Carkeek Watershed Community Action Project, 2015, http://www.carkeekwatershed.org/wp-content/uploads/Salmon-Guide-Fall-2015.pdf. Accessed 9 December 2021.
- Blair, Stephanie I.; Barlow, Clyde H.; McIntyre, Jenifer K. (February 2021). Acute cerebrovascular effects in juvenile coho salmon exposed to roadway runoff. Canadian Journal of Fisheries and Aquatic Sciences. 78 (2): 103—109. doi:10.1139/cjfas-2020-0240.
- «Component: Swales.» Susdrain, https://www.susdrain.org/delivering-suds/using-suds/suds-components/swales-and-conveyance-channels/swales.html. Accessed 9 December 2021.
- Fassman, Elizabeth A.; Blackbourn, Samuel D. (1 листопада 2011). Road Runoff Water-Quality Mitigation by Permeable Modular Concrete Pavers. Journal of Irrigation and Drainage Engineering. 137 (11): 720—729. doi:10.1061/(ASCE)IR.1943-4774.0000339.
- «Get Rid of Motor Oil Stains.» Parkside Motors, https://parksidemotors.ca/remove-oil-stains-from-surfaces/. Accessed 9 December 2021.
- Tromp, Karin; Lima, Ana T.; Barendregt, Arjan; Verhoeven, Jos T. A. (15 лютого 2012). Retention of heavy metals and poly-aromatic hydrocarbons from road water in a constructed wetland and the effect of de-icing. Journal of Hazardous Materials. 203—204: 290—298. doi:10.1016/j.jhazmat.2011.12.024. PMID 22226719.
- National Ocean Service. «MBNMS: What You Can Do To Reduce Urban Runoff Pollution.» Monterey Bay National Marine Sanctuary, National Ocean Service, 9 December 2019, https://montereybay.noaa.gov/resourcepro/urbancando.html. Accessed 9 December 2021.
- Peer, Wendy Ann; Baxter, Ivan R.; Richards, Elizabeth L.; Freeman, John L.; Murphy, Angus S. (2005). Phytoremediation and hyperaccumulator plants. Molecular Biology of Metal Homeostasis and Detoxification. Topics in Current Genetics. Т. 14. с. 299—340. doi:10.1007/4735_100. ISBN 978-3-540-22175-3.
- Rosen, Julia. «Road Runoff a No-No for Coho.» Scientific American, 26 October 2015, https://www.scientificamerican.com/podcast/episode/road-runoff-a-no-no-for-coho/. Accessed 9 December 2021.
- «Runoff: Surface and Overland Water Runoff.» Water Science School, USGS, 6 June 2018, https://www.usgs.gov/special-topics/water-science-school/science/runoff-surface-and-overland-water-runoff .
- Fletcher, T. D.; Andrieu, H.; Hamel, P. (1 січня 2013). Understanding, management and modelling of urban hydrology and its consequences for receiving waters: A state of the art. Advances in Water Resources. 51: 261—279. Bibcode:2013AdWR...51..261F. doi:10.1016/j.advwatres.2012.09.001.
- Selbig, William R.; Loheide, Steven P.; Shuster, William; Scharenbroch, Bryant C.; Coville, Robert C.; Kruegler, James; Avery, William; Haefner, Ralph; Nowak, David (1 лютого 2022). Quantifying the stormwater runoff volume reduction benefits of urban street tree canopy. Science of the Total Environment. 806 (Pt 3): 151296. Bibcode:2022ScTEn.806o1296S. doi:10.1016/j.scitotenv.2021.151296. PMID 34736755.
- Harry C. Torno, ред. (1986). Urban Runoff Pollution. Berlin: Springer-Verlag. ISBN 3-540-16090-6.